# Canton de Poitiers-5
Le canton de Poitiers-5 est une circonscription électorale française située dans le département de la Vienne et la région Nouvelle-Aquitaine.

## Géographie
Ce canton est organisé autour de Poitiers dans l'arrondissement de Poitiers. 

## Histoire
Le canton est créé en 1973, lors du redécoupage de la ville en cinq cantons. Poitiers était auparavant divisée entre les cantons de Poitiers-Nord et de Poitiers-Sud.
Il est modifié par le décret du 26 janvier 1982 créant les cantons de Poitiers-7 et Poitiers-6.
À la suite du redécoupage cantonal de 2014, les limites territoriales du canton sont à nouveau remaniées. Le nombre de communes du canton passe de 4+1 fraction à 2+1 fraction.
Le canton de Poitiers-4 est désormais formé d'une fraction de Poitiers et de communes des anciens cantons de Poitiers-4 (1 commune) et de Poitiers-5 (1 commune). Il est entièrement inclus dans l'arrondissement de Poitiers. Le bureau centralisateur est situé à Poitiers.

## Représentation

### Représentation de 1973 à 2015
| Période | Période | Identité                   | Étiquette    | Qualité |
| ------- | ------- | -------------------------- | ------------ | --- |
| 1973    | 1976    | Pierre Vertadier           | UDR          | Pharmacien Député (1967-1973) Maire de Poitiers (1965-1977) Secrétaire d'État (1973-1974) Ancien conseiller général du Canton de Poitiers-Sud (1970-1973) |
| 1976    | 1982    | Raoul Fournier (1917-2017) | PS           | Chef de service à la Sécurité sociale, Ligugé |
| 1982    | 1994    | Maurice Girault            | UDF          | Maire de Ligugé (1971-1995) |
| 1994    | 2015    | Jean-Pierre Jarry          | RPR puis DVD | Attaché principal à l'Office national des forêts, maire de Vouneuil-sous-Biard (1989-2008) Vice-Président du Conseil général                              |

### Représentation depuis 2015
| Période élective | Période élective | Mandat | Mandat   | Identité          | Nuance | Nuance | Qualité                                                                                      |
| ---------------- | ---------------- | ------ | -------- | ----------------- | ------ | ------ | -------------------------------------------------------------------------------------------- |
| 2015             | 2021             | 2015   | 2021     | Dominique Clément |        | DVD    | Cadre Maire de Saint-Benoît                                                                  |
| 2015             | 2021             | 2015   | 2021     | Joëlle Peltier    |        | DVD    | Cadre Maire de Ligugé                                                                        |
| 2021             | 2028             | 2021   | en cours | Alain Joyeux      |        | DVD    | Éducateur territorial, premier adjoint et ancien maire de Saint-Benoit                       |
| 2021             | 2028             | 2021   | en cours | Joëlle Peltier    |        | DVD    | Conseillère sortante Vice-Présidente Déléguée, chargée du Climat et du Développement Durable |

### Résultats détaillés

#### Élections de mars 2015
À l'issue du 1er tour des élections départementales de 2015, deux binômes sont en ballottage : Dominique Clément et Joëlle Peltier (DVD, 42,03 %) et Patricia Persico et Jean-Philippe Ruaud (PS, 27,14 %). Le taux de participation est de 48,48 % (6 812 votants sur 14 051 inscrits) contre 51,35 % au niveau départemental et 50,17 % au niveau national.
Au second tour, Dominique Clément et Joëlle Peltier (DVD) sont élus avec 56,88 % des suffrages exprimés et un taux de participation de 47,33 % (3 480 voix pour 6 650 votants et 14 051 inscrits).

#### Élections de juin 2021
Le premier tour des élections départementales de 2021 est marqué par un très faible taux de participation (33,26 % au niveau national). Dans le canton de Poitiers-5, ce taux de participation est de 33,31 % (4 573 votants sur 13 730 inscrits) contre 33,61 % au niveau départemental. À l'issue de ce premier tour, deux binômes sont en ballottage : Alain Joyeux et Joëlle Peltier (DVD, 38,05 %) et Chiacap Kitoyi et Lydia Piquet (Union à gauche, 31,08 %).
Le second tour des élections est marqué une nouvelle fois par une abstention massive équivalente au premier tour. Les taux de participation sont de 34,36 % au niveau national, 33,96 % dans le département et 34,49 % dans le canton de Poitiers-5. Alain Joyeux et Joëlle Peltier (DVD) sont élus avec 57,91 % des suffrages exprimés (2 529 voix pour 4 736 votants et 13 732 inscrits),,. 

## Composition

### Composition de 1973 à 1982
Le canton de Poitiers-5 était formé de :
- Ligugé,
- Croutelle,
- Fontaine-le-Comte,
- Vouneuil-sous-Biard,
- la portion de territoire de la ville de Poitiers délimitée par l'axe des voies ci-après : rue Georges-Guynemer numéros impairs, boulevard Pont-Achard numéros impairs et pairs à partir de 34, rue Aliénor-d'Aquitaine non comprise, rue de la Tranchée, rue Léopold-Thésard, boulevard sous Blossac, chemin de la Cagouillère et la rivière le Clain.

### Composition de 1982 à 2015

Carte de localisation du canton de Poitiers-5 dans le département de la Vienne, redécoupage de 1982.

Le canton de Poitiers-5 était composé de :
- Ligugé,
- Croutelle,
- Fontaine-le-Comte,
- Vouneuil-sous-Biard,
- la portion de territoire de la ville de Poitiers délimitée par le cours du Clain (à partir de son intersection avec la limite communale de Poitiers) jusqu'à l'aplomb de la chapelle des Petites Sœurs des Pauvres (au niveau du numéro 79, avenue de la Libération), l'axe de l'avenue de la Libération (jusqu'au numéro 116), l'axe de la rue de l'Abbé-de-l'Épée, l'axe de la rue Lamartine, l'axe de la rue de Denizot jusqu'à la rivière la Boivre, le cours de la Boivre, la rocade Ouest, le chemin des Rataudes longé par la limite entre les communes de Poitiers et Vouneuil-sous-Biard, la limite avec la commune de Croutelle, la limite avec les communes de Ligugé et Saint-Benoît jusqu'à la jonction avec le Clain, le cours du Clain jusqu'à l'aplomb de la chapelle des Petites Sœurs des Pauvres.

| Nom                  | Code Insee | Intercommunalité  | Population (dernière pop. légale)               |
| -------------------- | ---------- | ----------------- | ----------------------------------------------- |
| Poitiers (chef-lieu) | 86194      | CU Grand Poitiers | Fraction : 11 841(2014) Commune : 87 435 (2014) |
| Ligugé               | 86133      | CU Grand Poitiers | 3 265 (2014)                                    |
| Croutelle            | 86088      | CU Grand Poitiers | 819 (2014)                                      |
| Fontaine-le-Comte    | 86100      | CU Grand Poitiers | 3 835 (2014)                                    |
| Vouneuil-sous-Biard  | 86297      | CU Grand Poitiers | 5 545 (2014)                                    |

### Composition depuis 2015
| Nom                              | Code Insee | Intercommunalité  | Superficie (km2) | Population (dernière pop. légale)                | Densité (hab./km2) | Modifier                                    |
| -------------------------------- | ---------- | ----------------- | ---------------- | ------------------------------------------------ | ------------------ | ------------------------------------------- |
| Poitiers (bureau centralisateur) | 86194      | CU Grand Poitiers | 42,11            | Fraction : 11 797 (2022) Commune : 89 472 (2022) | 2 125              | modifier les données · modifier les données |
| Ligugé                           | 86133      | CU Grand Poitiers | 22,77            | 3 429 (2022)                                     | 151                | modifier les données · modifier les données |
| Saint-Benoît                     | 86214      | CU Grand Poitiers | 13,58            | 7 306 (2022)                                     | 538                | modifier les données · modifier les données |
| Canton de Poitiers-5             | 8617       |                   |                  | 22 532 (2022)                                    |                    | modifier les données                        |

Le canton de Poitiers-5 comprend désormais :
1. deux communes entières ;
2. la partie de la commune de Poitiers non incluse dans les cantons de Poitiers-1, Poitiers-2, Poitiers-3 et Poitiers-4.

## Démographie

### Démographie avant 2015
| 1975 | 1982 | 1990   | 1999   | 2006   | 2011   | 2012   |
| ---- | ---- | ------ | ------ | ------ | ------ | ------ |
| -    | -    | 15 148 | 15 932 | 16 763 | 17 542 | 17 679 |

### Démographie depuis 2015
En 2022, le canton comptait 22 532 habitants, en évolution de +1,5 % par rapport à 2016 (Vienne : +0,6 %, France hors Mayotte : +2,11 %).
| 2013   | 2018   | 2022   |
| ------ | ------ | ------ |
| 21 873 | 22 505 | 22 532 |